# 錦鶏の滝
錦鶏の滝（きんけいのたき）は、山口県山口市上宇野令天花畑にある滝。東鳳翩山の麓に位置し、錦鶏川（一の坂川）の源流となっている。
雄滝（おだき、落差60m）・雌滝（めだき、落差15m）と複数の小滝から成る。これらの全体像が鶏の鳴く姿に似ていることから名付けられたと言われている。雄滝は「金鶏の滝」とも呼ばれている。

## アクセス
- 国道9号から山口県道62号山口旭線を旭方面に上り約4km。

## 周辺
- 一の坂ダム - ダム湖の「錦鶏湖」（きんけいこ）は錦鶏の滝から名付けられた。
- 21世紀の森